# Maharlika

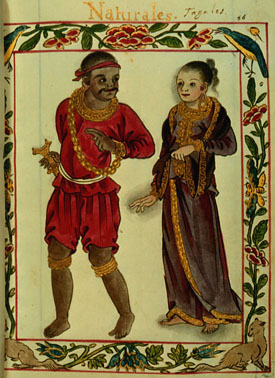
Un noble tagalo, de la clase maharlika.

Maharlika fue la clase guerrera feudal de la antigua sociedad tagalo en Luzón de Filipinas, traducido en idioma español como hidalgos, con sentido de hombre libre o de liberto. Pertenecían a la clase baja nobleza, similar a los timagua del pueblo bisaya. En el filipino moderno, sin embargo, el término equivocadamente significa «nobleza real», que en realidad estaba restringido a la clase hereditaria Maginoo.

## Etimología

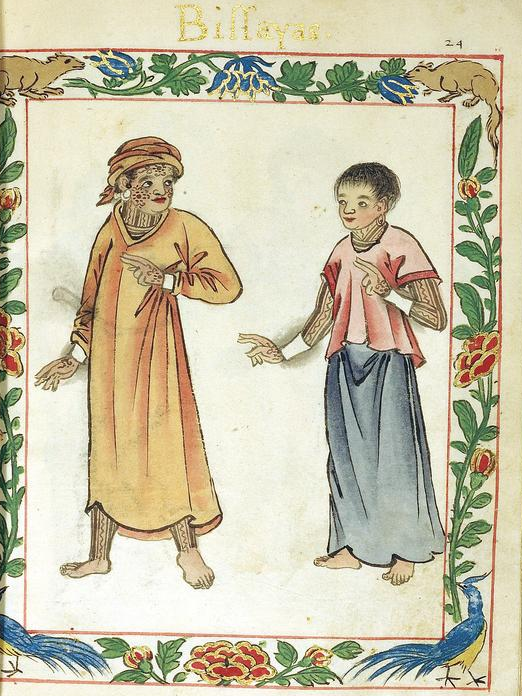
Representación de timaguas en el Códice Boxer.

El término maharlika es una palabra de préstamo de sánscrito maharddhika (र्द्धिक), un título que significa «hombre de riqueza, conocimiento o capacidad». Contrariamente a las definiciones modernas, no se refería a la clase dominante, sino a una clase guerrera —que era una nobleza menor— del pueblo tagalo, directamente equivalente al timagua del pueblo bisaya. Al igual que timagua, el término también tiene connotaciones de «hombre libre» o «esclavo liberado» tanto en el idioma filipino como en el malayo.
En algunos idiomas indo-malayos, así como en los idiomas de las áreas musulmanas de Filipinas, los cognados mardika, merdeka, merdeheka y maradika significan «libertad» o «hombres libres» —en oposición a la servidumbre—. El término malayo mandulika, también significa «gobernador».
Los mardicas o mardikas, cuyo nombre proviene de la misma etimología, fueron también los habitantes nativos católicos de las islas de Ambon, Ternate y Tidore de las islas Molucas en la Indonesia moderna, convertidos por los misioneros jesuitas durante la ocupación portuguesa y española. La mayoría fueron esclavizados o expulsados a Batavia (Yakarta moderna) y Java cuando el imperio neerlandés conquistó Ambon en 1605. Los nativos católicos que quedaban en Ternate y Tidore fueron reasentados por los españoles en las comunidades de Ternate, Tanza y Manila, en 1663, cuando los españoles evacuaron las islas bajo la amenaza de invasión por parte del sultanato musulmán aliado de Holanda.
El nombre del pueblo mardijker de Batavia también viene de la misma etimología, y se refirió a los esclavos y siervos liberados bajo el imperio neerlandés que fueron compuestos en gran parte católicos con habla portuguesa de Goa, Moluccan Merdicas y filipinos de Papamga capturados por los invasores moro de Filipinas.

## Descripción

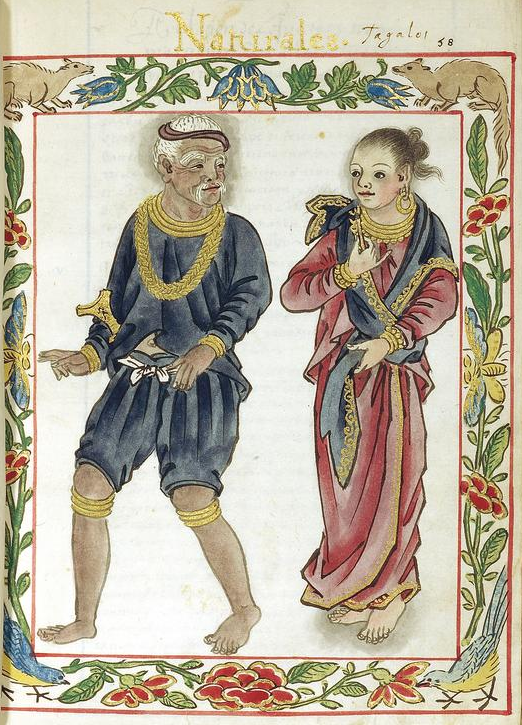
Pareja de la nobleza datu representados en el Códice Boxer que data del.